# Bubbiano
Bubbiano là một đô thị ở tỉnh Milano thuộc vùng Lombardia của Italia, khoảng 20 km về phía tây nam củaMilano. Đến thời điểm 31 tháng 12 năm 2004, dân số đô thị này là 1.684 người, diện tích là 3,0 km².
Bubbiano giáp các đô thị: Morimondo, Rosate, Calvignasco, Casorate Primo.